# Hjälp! Rånare! (TV-serie)
Hjälp! Rånare! är en svensk TV-serie från 2002 som bygger på Laura Trenters barnbok med samma namn. Serien regisserades av Clas Lindberg och manuset skrevs av Soni Jörgensen.
TV-serien visades på SVT i november 2002 och utgavs på DVD 9 juni 2004.

## Handling
Sebbe och Johanna råkar bli vittnen till ett postrån. De klarar sig helskinnade från rånet, men efteråt kommer skräcken. De vet inte vilka rånarna är, men rånarna vet ju vilka de är.

## Rollista
- Charlie Gustavsson – Sebastian "Sebbe"
- Amanda Garcia Hagman – Johanna
- Suzanne Ernrup – Susanna
- Lennart Jähkel – Roland
- Lia Boysen – Gunilla
- Ivan Mathias Petersson – skolvaktmästare Benny
- Claes Ljungmark – Mats
- Gustav Blomqvist – Daniel
- Daniel Bragderyd – Julian
- Karin Frida Wallgren – skolfröken